# Ivan Radovanović
Ivan Radovanović (serbisch-kyrillisch Иван Радовановић; * 29. August 1988 in Belgrad) ist ein serbischer Fußballspieler.

## Karriere

### Verein
2008 wurde Radovanović von Atalanta Bergamo verpflichtet, zuvor spielte er bei FK Smederevo als Leihe von FK Partizan Belgrad. Bei Atalanta wurde er weitere drei Male verliehen, 2013 wurde er an Chievo Verona verkauft, wo er sich im defensiven Mittelfeld etablieren konnte.

### Nationalmannschaft
Radovanović bestritt zwölf Spiele für die U-21 seines Landes und zehn Spiele für die A-Mannschaft, ohne jeglichen Torerfolg.